# Раджендра Чола II
Раджендра Чола II – правитель держави Чола, який успадкував владу від свого брата Раджадхіраджі Чола I. За часів його правління імперія не зазнала жодних територіальних втрат.